# Catalina Stenbock
Catalina Stenbock (Torpa, 22 de julio de 1535-Strömsholm, 13 de diciembre de 1621) fue una noble sueca, y reina consorte de Suecia de 1552 a 1560 como la tercera y última esposa del rey Gustavo I de Suecia. Era hija de Gustavo Olofsson Stenbock, miembro del Consejo Real, y de Brita Eriksdotter Leijonhufvud.

## Biografía
Desde su infancia estuvo comprometida con un noble de nombre Gustavo Johansson, pero tras la muerte de la reina Margarita Eriksdotter en 1551, fue pretendida por el rey Gustavo Vasa. Las pretensiones del rey recibieron ciertas críticas de la opinión pública, al considerar poco adecuado el matrimonio con una pariente de su difunta esposa —Catalina era sobrina de la reina Margarita—, y el mismo arzobispo Olaus Petri se opuso a la decisión, considerando que se oponía a la Biblia, pero fue obligado por el rey a celebrar el casamiento, que tuvo lugar el 22 de agosto de 1552.
Al momento de la boda, Gustavo tenía cincuenta y seis años y Catalina diecisiete. El matrimonio duraría ocho años, hasta la muerte del monarca el 29 de septiembre de 1560. No hubo hijos.
En su viudez, Catalina vivió un tiempo en las islas Åland, y posteriormente en Strömsholm, propiedad que aparentemente había recibido como un regalo de su marido cuando este se hallaba en su lecho de muerte. Sin embargo, en el testamento de Gustavo Vasa se otorgaba Strömsholm a su hijo, el duque Carlos de Södermanland —hijo de Margarita Eriksdotter—, razón que provocó un enfrentamiento entre Catalina y su hijastro.
El resto de su vida ocupó parte de su tiempo a obras de beneficencia. Falleció el 13 de diciembre de 1621, sesenta y un años después de su marido. Fue sepultada en la Catedral de Upsala.
| Predecesor: Margarita Eriksdotter | Reina consorte de Suecia 22 de agosto de 1552-29 de septiembre de 1560 | Sucesor: Karin Månsdotter |

- Datos: Q256139
- Multimedia: Catherine Stenbock / Q256139